# Metsara
Metsara is een plaats in de Estlandse gemeente Saaremaa, provincie Saaremaa. De plaats heeft de status van dorp (Estisch: küla) en telt 7 inwoners (2021).
De plaats viel tot in oktober 2017 onder de gemeente Pöide. In die maand werd Pöide bij de fusiegemeente Saaremaa gevoegd.

## Geschiedenis
Metsara werd voor het eerst genoemd in 1738 onder de naam Metzarro, een nederzetting op het landgoed van Neuenhof (Uuemõisa).
Tussen 1977 en 1997 maakte Metsara deel uit van het buurdorp Mui.